# Байджарах

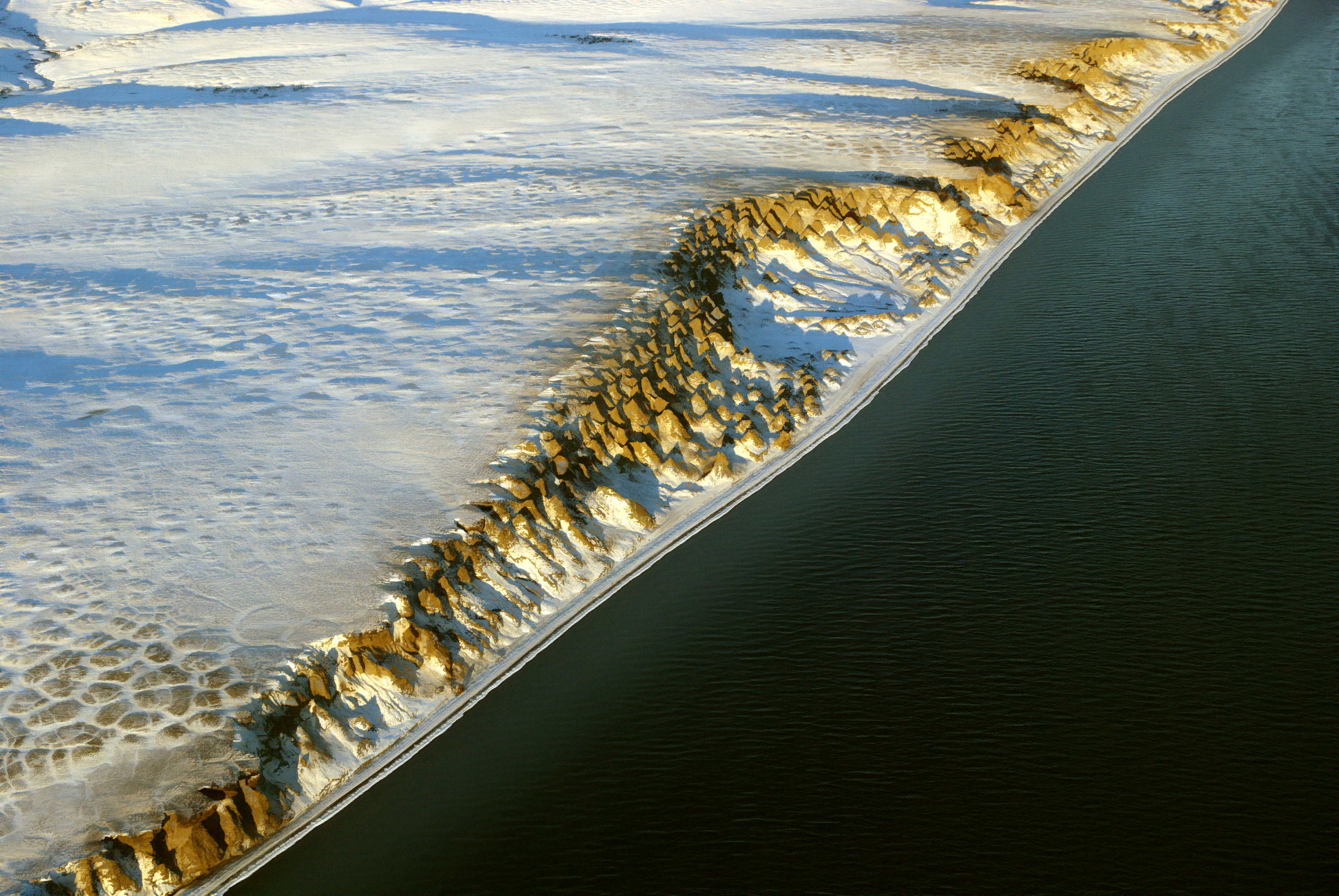
Береговые образования острова Столбовой.

Байджера́хи (якут. бадьараах — «обрывистая крутая горка») — бугры, образованные вмещающей породой (алевриты, пылеватые суглинки, торф и пр.), оставшейся в центральных частях полигонов в результате вытаивания жил льда в процессе термокарста. Как правило, достигают в высоту 5—10 м, имея площадь в основании 15—20 м.
В начальной стадии протаивания жильных льдов байджарахи имеют форму столбов. При высокой льдистости вмещающих пород последние расплываются и образуются округлые котловины (аласы) глубиной до 8—12 м, реже до 30 м. Нередко наблюдаются смешанные формы — аласы с байджарахами на склонах. Широко распространены на равнинах севера Якутии, сложенных так называемым «едомным комплексом», а также в других районах развития повторно-жильных льдов значительной мощности.